# Angeluzain
Angeluzain és una associació d'ideologia abertzale de la ciutat labortana d'Anglet (Angelu en euskara). Va néixer el març de 1989 a partir dels membres de la candidatura d'unitat abertzale que havia concorregut a les eleccions municipals del mateix any, anomenada «Angelu Euskadi, Angelu Europan».

## Història
El 1995 participen en els seus primers comicis locals obtenint 1.260 vots (el 8,8%). El gener de 2001 van posicionar-se respecte al "conflicte basc" considerant que aquest s'ha de resoldre per vies exclusivament polítiques i respectant la voluntat majoria de la ciutadania. El mateix any 2001 decideixen en assemblea concórrer a les municipals de març dins la llista de la dreta "Vivre Anglet naturellement" encapçalada per Robert Villenave. L'associació va argumentar la impossibilitat d'entrar a la coalició d'esquerres pel caràcter marcadament anti-abertzale del seu cap de llista Jean Espilondo (del PS), conegut detractor d'un hipotètic departament pel País Basc del Nord. Angeluzain va obtindre un regidor, l'activista basquista Ramuntxo Camblong (president de l'IBB, la secció del PNB a Iparralde). En els següents comicis locals de 2008 Angeluzain va repetir l'estratègia de 2001 i presentà 4 candidats dins la llista de 39 de la dreta liderada de R. Villenave. Entre aquests en fou escollit Michel Ithurbide, número 18 de la llista i militant del partit socialista i abertzale Abertzaleen Batasuna (AB), l'únic membre de l'associació a l'Ajuntament d'Anglet. Pel que fa als comicis cantonals, el 2004 Angeluzain va presentar un candidat que va obtindre el 4,3% dels vots del cantó d'Anglet-Nord sense que fos escollit.
Angeluzain pretén aglutinar tots els abertzales d'Anglet, indistintament del seu color polític, per incidir en la vida social de la ciutat, on el moviment abertzale és bastant feble comparativament a altres viles de la regió. Així hi ha membres del PNB, d'AB i persones sense afiliació política però presents a la vida associativa de la ciutat (com la presidenta de la ikastola local). Tanmateix, el fet que s'exigeixi als seus membres la condemna explícita de la violència que a vegades s'ha derivat del "conflicte basc", ha fet que Batasuna no sigui present a Angeluzain. Tot i la condemna d'aquesta violència l'associació demana públicament l'acostament de presos al País Basc.

## Actualitat
Recentment la majoria de formacions abertzales d'Iparralde van inciciar un procés d'unitat electoral que va cristal·litzar amb la formació de la coalició Euskal Herria Bai (EHBai). Tot i així, mentres EHBai presentarà candidats amb sigles pròpies a les eleccions cantonals de 2011, al cantó d'Anglet-Nord serà Angeluzain qui presenti el candidat abertzale Iñaki Çaldumbide, gràcies a l'acord entre EHBai i el PNB (que no pertany a lacoalició).
L'associació col·labora amb altres entitats com Batera o AEK.